# محلة (تقسيم إداري)
محلة هي وحدة إدارية ضمن القرية وتستخدم في التقسيمات الإدارية لبعض الدول العربية مثل التقسيم الإداري لليمن  وهي أصغر تقسيم إداري في اليمن في المناطق الريفية وتوازي تقسيم الحارة المستخدم في المناطق الحضرية والمحلة تجمع سكاني ثابت مستقر يتبع أي قرية عندما ينطبق عليه حالة من الحالات التالية:
- أن تقع بالقرب من القرية ويكون الساكنون فيها من أبناء تلك القرية.
- أن تقع ضمن امتداد ممتلكات أهالي هذه القرية ولا يفصلها عنها حدود إدارية أو ممتلكات أهالي قرية أخرى .
- يجب مراعاة توفر الشرطين السابقين في تبعية المحلة التابعة للقرية في كل الظروف.

## التقسيم الإداري للعراق
كانت بغداد منذ عهدها العباسي مقسمة إلى محلات كثيرة مذكورة في كتب التاريخ كرحلة ابن بطوطة وغيره والمحلة في اللغة هي منزل القوم والجمع محالّ، وأهل العراق يجمعونها محلات، وكان معناها مطابقاً لكلمة حي سكني ثم اتخذت الحكومة العراقية كلمة محلة للدلالة على جزء من حي سكني يشبه الحارة، فكل حي فيه محلتان أو أكثر، وكل محلات بغداد مرقمة ترقيماً لا يشتبه بعضه ببعض. وفي الرياض كانوا يسمون الحي السكني حَلّة.

### مقاييس المحلة
حُدِّدَتْ معاييرُ المحلة السكنية في دراسة بول سيرفس لمخطط الإسكان العام في العراق
- أ- معدل عدد الأسرة 6 أشخاص.
- ب- معدل سكان المحلة من 2400 إلى 3600 نسمة.
- ت- عدد الوحدات السكنية من 400 إلى 600 وحدة سكنية.

#### الخدمات الاجتماعية لكل محلة
حُدِّدَتْ الخدمات الاجتماعية الواجبة لكل محلة في دراسة بول سيرفس كما يلي:
- أ- مدرسة ابتدائية واحدة ذات 18 صفاً.
- ب- مدرسة متوسطة وثانوية ذات 9 صفوف أو 12 صفّاً.
- ت- سوق محلي واحد
- ث- جامع أو بيت عبادة
- ج- مركز رعاية صحية أولية
- ح- مجلس بلدي
- خ- روضة و حضانة (خصوصاً للمجتمعات التي توفر فرص عمل للنساء).